# Crónica d'Espayña
La Crónica d'Espayña es una crónica medieval escrita en romance navarro a finales del siglo XIV por el fraile navarro García de Eugui, obispo de Bayona, con un breve apéndice tratado en ocasiones como obra independiente dedicado a la Genealogía de los Reyes de Navarra.

## Autoría y datación
Aunque existen dudas acerca de su grado de implicación en la redacción, García de Eugui aparece asociado a la composición de la Crónica o, según el vocablo siempre empleado en ella, «canónica (...) de los fechos que fueron fechos antigament en España», en cuyas líneas iniciales se declara que dichas canónicas «fizo escribir el reverent en Ihesu Xristo padre don fray Garçia de Eugui, obispo de Bayona». La crónica fue compuesta alrededor de 1387, año 1425 de la Era hispánica, última fecha que figura en el manuscrito, correspondiendo al año de la muerte del rey Carlos II de Navarra del que Eugui fue confesor, y en todo caso su redacción estaba ya concluida antes de 1400.

## Contenido
Tildada de escasamente original e influida por la historiografía castellana precedente, la crónica comienza con el esquema tradicional de las seis edades del mundo, interpolando fuentes bíblicas —que abarcan las primeras cinco edades— con el relato de las vidas de Hércules, Espan y Dido entre otros en su dimensión hispánica. La historia romana ocupa cerca de la mitad de la crónica, con especial atención a la tercera guerra púnica y la guerra civil entre Julio César y Pompeyo. El período visigótico se aborda con fuentes diversas, lo que provoca un salto de un siglo y la incorporación de reyes visigodos, entre ellos un Wamba segundo, que no aparecen en las crónicas castellanas. Tras la muerte de Rodrigo, con un planteamiento también original y basado en fuentes desconocidas, Eugui dedica un pequeño capítulo a tratar «delos peccados delos godos por que fueron destruidos», seguido de una isidoriana alabanza «delos bienes d'Espayña», «tierra que Dios bendixo & a quien dio sus donos», y de otra breve sección dedicada a los «males que sufrio Espayña» gobernada por «linage ageno» tras la conquista mahometana. La crónica sigue con el relato ordenado por reinados de los reyes de Asturias primero y luego de Castilla y León, hasta llegar al reinado de Alfonso XI de Castilla, que sitúa en 1347, si bien de 1243 en adelante la información se torna más escasa, en razón de las fuentes en que se basa.

## Genealogía de los Reyes de Navarra
La crónica concluye con la Genealogía de los Reyes de Navarra desde Íñigo Arista a Carlos II, en un esfuerzo consciente por crear una historia de Navarra diferenciada, aunque también escasamente original en su información y dependiente en gran medida de la Estoria de los godos en su relato de la historia de los reyes navarros hasta mediado el siglo XIII.
Es precisamente esta parte, a pesar de su brevedad —ocho folios en el manuscrito más primitivo y completo de la Crónica— la que despertó un mayor interés como primer intento de crear una historia de Navarra separada de la historia de los restantes reinos peninsulares, conservándose con adiciones e independizada de la crónica general en nueve manuscritos por solo dos completos, uno en la Biblioteca de El Escorial, de principios del siglo XV, y otro algo posterior en la Biblioteca Nacional de España, con menos errores de transcripción que el primero pero más castellanizado en su vocabulario, prescindiendo de algunos rasgos lingüísticos navarros presentes en el ejemplar de El Escorial.